# Arena Oskarshamn
Arena Oskarshamn är en multisportanläggning i Oskarshamn i Sverige, vilken består av en ishall (Be-Ge Hockey Center), simhall med äventyrsbad samt konstgräsplan, vilken görs om till bandyarena under vinterhalvåret.